# Reinhard Uhle-Wettler
Reinhard Uhle-Wettler (* 1932 in Kiel) ist ein Brigadegeneral a. D. der Bundeswehr und der jüngere Bruder des Generalleutnants a. D. Franz Uhle-Wettler. Uhle-Wettler wird auf Grund seines politischen Wirkens der sogenannten Neuen Rechten zugerechnet.

## Militärischer Werdegang
Uhle-Wettler wurde 1932 als Sohn eines Offiziers in Kiel geboren. Nach dem Abitur 1953 ging er zunächst zur Handelsmarine. Von 1955 bis 1956 war er beim Bundesgrenzschutz tätig. Während seiner militärischen Laufbahn wurde er u. a. ab 1972 als Kommandeur beim Fallschirmjägerbataillon 261 in Lebach, vom 1. Oktober 1982 bis 30. September 1985 als Kommandeur der Panzerbrigade 12 in Amberg, im Bundesministerium der Verteidigung und zuletzt bis zu seinem Ruhestand Ende März 1990 als stellvertretender Kommandeur der 1. Luftlandedivision in Bruchsal verwendet. Sein letzter Dienstgrad war der eines Brigadegenerals.

## Referent und Publizist
Der pensionierte General war Vorsitzender der Staats- und Wirtschaftspolitischen Gesellschaft (SWG) in Hamburg. Dieser gemeinnützige Verein sieht seinen Schwerpunkt in der „konservativen Bildungsarbeit“ für den „vorpolitischen Raum“ und bietet dazu Vortragsveranstaltungen mit Hans-Helmuth Knütter und die Schriftenreihe Deutschland Journal. Fragen zur Zeit an. Einer der bekannteren Autoren dieser Publikation ist Alfred Mechtersheimer.
Er war Mitglied des bis 2003 aktiven Arbeitskreises Demokratiereform (AKDemo). AKDemo kämpfte gegen die „Allmacht der Parteien“, da sie „unsere parlamentarisch repräsentative Demokratie missbraucht und schwer schädigt“. Es sei ihre Aufgabe, „in nonkonformistischer Weise die Wahrheit auf den Tisch zu legen, denn die Meinungsindoktrination zeitigt schlimme Folgen“.
Bekannt ist der pensionierte Soldat vor allem auch durch seine zahlreichen Artikel in konservativen Publikationen, wie den Zeitschriften Deutschland in Geschichte und Gegenwart, die im Tübinger Grabert-Verlag herausgegeben wird, Signal, Nation und Europa, Neue Ordnung, dem Ostpreußenblatt sowie in militärischen Fachzeitschriften und der US-Militärenzyklopädie. 
Er gehörte zu den Unterzeichnern des Appells der 100, einer Resolution, in der „sich gegen den Paragraphen über die Volksverhetzung, der die öffentliche Holocaustleugnung unter Strafe stellt“ gewendet wurde. Der Appell wurde als Anzeige in der Frankfurter Allgemeinen Zeitung am 17. Mai 1996 veröffentlicht. An der Aktion beteiligten sich bis zu 500 Personen aus dem konservativen bis hin zum rechtsextremistischen Spektrum.
Darüber hinaus referierte Uhle-Wetter bei der Deutschland-Bewegung, der Gesellschaft für freie Publizistik, dem Deutschen Kulturwerk Österreich, dem Neuen Club Wien und dem Ausschuss für burschenschaftliche Arbeit.
1996 schrieb er in Nr. 44 der Zeitschrift Deutschland in Geschichte und Gegenwart, gegen Deutschland werde ein „unerbittlicher Krieg aus dem Dunkel mit allen Formen von Täuschung, Hinterlist, Bestechung, Verrat, Verführung und psychologischer Kriegführung sowie von Gewalt jedweder Art bis hin zu Mord und heißem Krieg“ geführt. Die NSDAP habe „für Volk und Nation und gegen Versailles“ gekämpft. In der Gegenwart ginge es darum, „die inländischen Kollaborateure und Opportunisten abzulösen und den ausländischen Erpressern und Unterdrückern mit Klugheit und kühlem Kopf entgegenzutreten.“ Zum Holocaust meint er: „Wir haben zwar bis heute – anders als für die Vertreibung und die Kriegsgefangenen – noch keine amtliche Dokumentation über den Massenmord an den Juden. Keiner unserer Regierungen würde das wohl – ohne international organisierte Abstrafung – erlaubt werden. Aber warum ist es nicht möglich, eine internationale, neutrale Kommission einzusetzen, die die so genannte Offenkundigkeit des fürchterlichen Geschehens dokumentarisch belegt?“
1998 gab er „zu Ehren“ des Holocaustleugners David Irving im rechtsextremistischen Arndt-Verlag Kiel einen Sammelband als Festschrift mit dem Titel Wagnis Wahrheit heraus. Im Vorwort des Bandes schreibt Uhle-Wettler, in der deutschen Geschichtswissenschaft werde „auf der Grundlage der Geschichtsschreibung der Siegermächte des Zweiten Weltkrieges ein offizielles Geschichtsbild festgelegt und politisch verbindlich gemacht. Dem besiegten deutschen Volk [werde] die Alleinschuld für den Zweiten Weltkrieg und alle damit zusammenhängenden Verbrechen auferlegt.“ Der Verlag wirbt auch für eine Videodokumentation einer mitreißenden Rede des Ex-Militärs „gegen zeitgeistgerechtes Gutmenschen-Gebaren“ mit dem Titel Deutschland außer Kurz. Plädoyer für einen aufrechten Gang.
Uhle-Wettler initiierte eine Resolution gegen die Eröffnung der Wehrmachtsausstellung in Kiel, die im Januar 1999 als Inserat in den Kieler Nachrichten veröffentlicht wurde. Diese Resolution wurde als vergleichbar mit anderen Aktionen einer Kampagne der Neuen Rechten gegen die Ausstellung bezeichnet. In der rechtsextremistischen Nation und Europa kommentierte er im Jahr 2000 die zwischenzeitliche Überarbeitung der Wehrmachtsausstellung mit dem Titel Sieg der Wahrheit, Blamage der Linken.
2003 solidarisierte er sich in seiner Eigenschaft als SWG-Vorsitzender in einem Offenen Brief an die CDU/CSU-Bundestagsfraktion mit Martin Hohmann, der wegen einer als antisemitisch kritisierten Rede aus der Partei ausgeschlossen wurde. Auf seiner Website schrieb er: „Der ‚umstrittene‘ weil unangepasste Bundestagsabgeordnete Martin Hohmann soll wegen seiner angeblich antisemitischen Rede zum Tag der Deutschen Einheit am 3. Oktober 2003 in seinem Wahlkreis ‚abgeschossen‘ werden. Bis zum heutigen Tage ist keine Stimme von Rang wahrgenommen worden, die dem Betroffenen, langgedientes und sehr erfolgreiches Mitglied der CDU versucht, gerecht zu werden. Hohmann ist Reserveoffizier, was seine Kritiker zumeist nicht von sich behaupten können. Außerdem ist er bekennender Christ, was ebenfalls auf viele seiner Kritiker keineswegs zutrifft.“ 
Er ist Rechtsritter des Johanniterordens.

## Schriften (Auswahl)
- Die Überwindung der Canossa-Republik. Hohenrain-Verlag 1996.
- (Hrsg.): Wagnis Wahrheit. Historiker in Handschellen? Festschrift für David Irving. Arndt-Verlag, Kiel 1998, ISBN 3-88741-199-4.
- Vasallen. 2. Auflage. Hohenrain-Verlag 2015.